# Glaucosphaera
Glaucosphaera is een geslacht van kevers uit de familie bladkevers (Chrysomelidae).
De wetenschappelijke naam van het geslacht werd in 1926 gepubliceerd door Maulik.

## Soorten
- Glaucosphaera indica Medvedev, 2001